# Президентські вибори в Польщі 2025
Президентські вибори в Польщі 2025 (пол. Wybory prezydenckie w Polsce w 2025 roku) — президентські вибори, перший тур яких відбувся 18 травня 2025 року, а другий тур — 1 червня 2025. Чинний президент Польщі Анджей Дуда від партії «Право і Справедливість» уже відбув два терміни президентства і не може подаватися знов, згідно із Конституцією Польщі.

## Термін виборів
Згідно зі ст. 128 Конституції Польщі, президентські вибори проводять у неробочий день між 75-м та 100-м днем до закінчення терміну повноважень чинного президента. Оскільки п'ятирічний термін Анджея Дуди закінчується 6 серпня 2025 року, перший тур у звичайний час може буде відбутись у вихідний день між 28 квітня та 23 травня 2025 року. Через стан стихійного лиха в частині країни з вересня по жовтень 2024 року, вибори могли бути призначені не раніше 15 січня. Маршалок Сейму Шимон Головня призначив вибори на 18 травня 2025 року.

## Контекст виборів
З грудня 2023 року в результаті парламентських виборів у Польщі 2023 року країною керує кабінет Дональда Туска, до складу якого входять Громадянська коаліція, «Польща 2050» , Польська селянська партія та «Нова лівиця». Коаліції Туска не вистачає голосів, щоб обійти президентське вето, для чого їй знадобиться 276 голосів.

## Кандидати

### Заявлені кандидати
Першим етапом висування кандидатів у Президенти було створення та реєстрація виборчих комісій окремих кандидатів. До 24 березня 2025 року кандидати повинні були подати повідомлення про створення виборчої комісії. До 11 лютого надійшли повідомлення про створення виборчих комісій:
| Ім'я та прізвище     | Опис | Отримання повідомлення |
| -------------------- | --- | ---------------------- |
| Маґдалена Беят       | Віцемаршалок Сенату Польщі від Коаліційного парламентського клубу лівих | Так                    |
| Гжегож Браун         | Євродепутат і президент Конфедерації Корони Польської | Так                    |
| Шимон Головня        | Маршалок Сейму від парламентської коаліції «Польща 2050 — Третій шлях», голова «Польща 2050»                                                                                         | Так                    |
| Давид Яцкевич        | Колишній Депутат Європейського парламенту, підприємець, колишній міністр | Так                    |
| Марек Якубяк         | Депутат Сейму Польщі, голова парламентської групи Вільних республіканців, генеральний секретар Kukiz'15 і президент Республіканської федерації (пол. Federacja dla Rzeczypospolitej) | Так                    |
| Домініка Ясінська    | тренерка з ненасильницького спілкування | Так                    |
| Веслав Левицький     | президент партії «Нормальна країна» | Так                    |
| Мацей Мацяк          | журналіст, лідер Руху за процвітання та мир | Так                    |
| Еугеніуш Мацеєвський | президент Piast — Єдності думки європейських націй і світу | Так                    |
| Славомір Менцен      | Депутат Конфедерації свободи та незалежності, президент Нової Надії | Так                    |
| Кароль Навроцький    | історик, президент Інституту національної пам'яті, який співпрацює з партією «Право і Справедливість», колишній голова районної ради Седльце в Гданську                              | Так                    |
| Войцех Папіс         | секретар Позафракційних, президент асоціації «Громадяни і справедливість» | Так                    |
| Йоанна Сенишин       | активістка Парламентської групи демократичних лівих, колишня депутат і Євродепутат                                                                                                   | Так                    |
| Альдона Скіргелло    | активістка Самооборони | Так                    |
| Ромуальд Староселець | лідер Руху за відновлення Польщі | Так                    |
| Павло Танайно        | голова Страйку підприємців Ліберальної Польщі | Так                    |
| Кшиштоф Толвінський  | голова Голосу сильної Польщі, колишній заступник міністра та депутат | Так                    |
| Рафал Тшасковський   | Мер Варшави та заступник голови Громадянської платформи, колишній міністр | Так                    |
| Марек Вох            | юрист, лідер Національної федерації «позапартійних та органів місцевого самоврядування»                                                                                              | Так                    |
| Адріан Зандберг      | польський історик і вчений, доктор гуманітарних наук і політик лівого спрямування, член правління партії «Ліві разом»                                                                | Так                    |

### Зареєстровані кандидати
Наступним етапом була реєстрація кандидатів у Президенти Республіки Польща, яку проводила Державна виборча комісія для комітетів, які до 4 квітня 2025 року надали підписи 100 тис. осіб на підтримку того чи іншого кандидата. Станом на 11 квітня 2025 року зареєстровано 13 кандидатів в президенти:
| Офіційні кандидати | Офіційні кандидати  | Офіційні кандидати                                                        | Офіційні кандидати                  | Офіційні кандидати                                                                | Офіційні кандидати                                                                       | Офіційні кандидати | Офіційні кандидати |
| Фото               | Ім'я та прізвище    | Дата і місце народження                                                   | Партія                              | Партії, що підтримують                                                            | Виборче гасло                                                                            | Логотипи           |                    |
| ------------------ | ------------------- | ------------------------------------------------------------------------- | ----------------------------------- | --------------------------------------------------------------------------------- | ---------------------------------------------------------------------------------------- | ------------------ | ------------------ |
|                    | Артур Бартошевіч    | 18 січня 1974 (51) Сувалки, Підляське воєводство                          | безпартійний                        | - Суспільний інтерес                                                              | Здоровий глузд на хворі часи (пол. Zdrowy rozsądek na chore czasy)                       |                    |                    |
|                    | Магдалена Б'єят     | 11 січня 1982 (43) Варшава                                                | безпартійна                         | - Лівиця                                                                          | Нас більше єднає (пол. Łączy nas więcej)                                                 |                    |                    |
|                    | Гжегож Браун        | 11 березня 1967 (58) Торунь, Куявсько-Поморське воєводство                | Конфедерація польської корони       | - Рух "Справжня Європа" - Європа Хрісті - Конгрес нових правих - PolExit - КОРВіН | Тут є Польща (пол. Tu jest Polska)                                                       |                    |                    |
|                    | Марек Вох           | 17 грудня 1978 (46) Конколевниця, Радинський повіт, Люблінське воєводство | Безпартійні самоврядівці            |                                                                                   |                                                                                          |                    |                    |
|                    | Шимон Головня       | 3 вересня 1976 (48) Білосток                                              | Польща 2050                         | - Польська селянська партія - Центр для Польщі                                    | Люди найважливіші (пол. To ludzie są najważniejsi)                                       |                    |                    |
|                    | Адріан Зандберг     | 4 грудня 1979 (45) Ольборг, Данія                                         | Разом                               |                                                                                   | На твоєму боці (пол. Po twojej stronie)                                                  |                    |                    |
|                    | Мацей Маціак        | 30 серпня 1970 (54) Влоцлавек, Куявсько-Поморське воєводство              | безпартійний                        |                                                                                   | Президент, якого нам треба (пол. Prezydent, którego potrzebujemy)                        |                    |                    |
|                    | Славомір Менцен     | 20 листопада 1986 (38) Торунь, Куявсько-Поморське воєводство              | Конфедерація свободи й незалежності | - Конфедерація свободи й незалежності - Нова Надія - Національний рух             | Сильна, багата Польща (пол. Silna, bogata Polska)                                        |                    |                    |
|                    | Кароль Навроцький   | 3 березня 1983 (42) Гданськ                                               | безпартійний                        | - Право і справедливість                                                          | Добре життя поляків (пол. Dobre życie Polaków)                                           |                    |                    |
|                    | Йоанна Сенишин      | 1 лютого 1949 (76) Гдиня, Поморське воєводство                            | безпартійна                         |                                                                                   |                                                                                          |                    |                    |
|                    | Кшиштоф Становський | 21 липня 1982 (42) Варшава                                                | безпартійний                        |                                                                                   | Вамос Польща! (пол. Vamos Polska!)                                                       |                    |                    |
|                    | Рафал Тшасковський  | 17 січня 1972 (53) Варшава                                                | Громадянська платформа              | - Новочесна - Польська ініціатива - Зелені - Демократична партія                  | Вся Польща вперед! (пол. Cała Polska naprzód!)                                           |                    |                    |
|                    | Марек Якуб'як       | 30 квітня 1959 (65) Варшава                                               | Федерація для Речі Посполитої       | - Кукіз'15                                                                        | Ще Польща не загинула, коли ми живемо (пол. Jeszcze Polska nie zginęła, kiedy my żyjemy) |                    |                    |

## Виборчий календар
| Дата                                       | Опис |
| ------------------------------------------ | --- |
| до 24 березня 2025                         | - повідомлення Державної виборчої комісії про створення виборчих комісій кандидатів у Президенти Республіки Польща |
| до 31 березня 2025                         | - утворення окружних виборчих комісій |
| до 4 квітня 2025 (16:00)                   | - подання до Державної виборчої комісії кандидатів на пост Президента Республіки Польща |
| із 4 квітня 2025 до 15 травня 2025         | - подання виборцями заяв щодо: - видачі довідки про право голосу за місцем проживання в день виборів, - зміни місця голосування, - подання заяв про зміну місця голосування військовослужбовцями, які проходять строкову військову службу чи беруть участь у військових навчаннях, та працівниками міліції казармених підрозділів, офіцерам Державної служби охорони, Прикордонної служби, Державної пожежної охорони та пенітенціарної служби, які проходять службу в казарменій системі                  |
| до 14 квітня 2025                          | - утворення окремих виборчих дільниць у медичних закладах, будинках соціального захисту населення, тюрмах і слідчих ізоляторах та зовнішніх відділень таких установ і слідчих ізоляторів, студентських гуртожитках і комплексах цих будинків, а також визначення їх кількості, меж і місць розташування окружних виборчих комісій |
| до 18 квітня 2025                          | - надання публічної інформації про номери та межі виборчих дільниць та місцезнаходження окружних виборчих комісій, у тому числі пристосованих для потреб інвалідів приміщень, а також можливості голосування поштою та голосування за довіреністю, - подання капітанами суден заяв про створення дільниць для голосування на польських морських суднах, - внесення кандидатур до складу окружних виборчих комісій представниками виборчих комісій                                                          |
| до 28 квітня 2025                          | - надання виборцям інформації про кандидатів у Президенти Республіки Польща, - утворення окружних виборчих комісій, - надання публічної інформації про номери та межі виборчих дільниць, утворених за кордоном, та про місцезнаходження окружних виборчих комісій |
| із 3 травня 2025 до 16 травня 2025 (00:00) | - безоплатне розповсюдження передвиборчих передач, підготовлених виборчими комісіями, у етерах громадського радіо та телебачення |
| до 5 травня 2025                           | - повідомлення про намір проголосувати заочним способом виборців з обмеженими можливостями, у тому числі з використанням шрифту Брайля на бюлетенях, а також виборців, яким на день голосування виповнюється 60 років, - повідомлення про намір скористатися правом на безкоштовний проїзд до виборчої дільниці або безоплатний проїзд назад виборцями-інвалідами та виборцями, яким на день виборів виповнилося 60 років, у населеному пункті, де в день виборів відсутній міський пасажирський транспорт |
| до 8 травня 2025                           | - надання публічної інформації про організацію безкоштовного міського пасажирського транспорту в сільських або селищних громадах у день виборів, про що йдеться у ст. 37f § 1 Виборчого кодексу |
| до 9 травня 2025                           | - подання заяв про виготовлення довіреностей на право голосування виборцями-інвалідами та виборцями, яким на день виборів виповнилося 60 років |
| до 13 травня 2025                          | - подання виборцями, які перебувають за кордоном, заяв про включення до списку виборців на виборчих дільницях, утворених за кордоном, - подання заяв виборцями, які перебувають на польських морських суднах, про включення їх до списків виборців на виборчих дільницях, утворених на цих суднах |
| до 15 травня 2025                          | - інформування виборців-інвалідів та виборців, яким не пізніше дня виборів виповнилося 60 років, які заявили про намір скористатися правом проїзду до виборчої дільниці, про час проїзду транспорту в день виборів |
| 16 травня 2025 (00:00)                     | - завершення виборчої кампанії |
| 18 травня 2025 (7:00 — 21:00)              | - голосування |

## Перший тур
Результати оголошені виборчою комісією 19 травня 2025 року.
| Кандидат            | Голоси     | Відсоток |
| Рафал Тшасковський  | 6 147 797  | 31,36 %  |
| Кароль Навроцький   | 5 790 804  | 29,54 %  |
| Славомір Менцен     | 2 902 448  | 14,81 %  |
| Гжегож Браун        | 1 242 917  | 6,34 %   |
| Шимон Головня       | 978 901    | 4,99 %   |
| Адріан Зандберг     | 952 832    | 4,86 %   |
| Магдалена Б'єят     | 829 361    | 4,23 %   |
| Кшиштоф Становський | 243 479    | 1,24 %   |
| Йоанна Сенишин      | 214 198    | 1,09 %   |
| Марек Якуб'як       | 150 698    | 0,77 %   |
| Артур Бартошевіч    | 95 640     | 0,49 %   |
| Мацей Маціак        | 36 371     | 0,19 %   |
| Марек Вох           | 18 338     | 0,09 %   |
| Недійсні голоси     | 85 813     | 0,44 %   |
| Разом               | 19 689 597 | 100 %    |
| Явка                | Явка       | 67,31 %  |

## Другий тур

### Кандидати
Відповідно до Виборчого кодексу, право балотуватися у другому турі мають два кандидати, які набрали найбільшу кількість голосів, якщо жоден із них не перевищив бар'єр у 50 % дійсних голосів у першому турі. Другий тур виборів відбувся 1 червня 2025 року.
Згідно з екзит-полом, підготовленим Ipsos для TVP, TVN та Polsat, Рафал Тшасковський лідирує у другому турі президентських виборів 2025 року з 50,3 відсотка проти 49,7 % у Кароля Навроцького, статистична похибка дослідження становить +/- 2 відсоткові пункти, офіційні результати від Національної виборчої комісії (PKW) очікують 2 червня 2025 року.
| Офіційні кандидати | Офіційні кандидати | Офіційні кандидати          | Офіційні кандидати     | Офіційні кандидати                                               | Офіційні кандидати                             | Офіційні кандидати | Офіційні кандидати |
| Фото               | Ім'я та прізвище   | Дата і місце народження     | Партія                 | Партії, що підтримують                                           | Виборче гасло                                  | Логотипи           |                    |
| ------------------ | ------------------ | --------------------------- | ---------------------- | ---------------------------------------------------------------- | ---------------------------------------------- | ------------------ | ------------------ |
|                    | Кароль Навроцький  | 3 березня 1983 (42) Гданськ | безпартійний           | - Право і справедливість                                         | Добре життя поляків (пол. Dobre życie Polaków) |                    |                    |
|                    | Рафал Тшасковський | 17 січня 1972 (53) Варшава  | Громадянська платформа | - Новочесна - Польська ініціатива - Зелені - Демократична партія | Вся Польща вперед! (пол. Cała Polska naprzód!) |                    |                    |

### Офіційні результати
| Кандидат           | Голосів    | Відсоток |
| ------------------ | ---------- | -------- |
| Кароль Навроцький  | 10 606 877 | 50,89 %  |
| Рафал Тшасковський | 10 237 286 | 49,11 %  |
| Разом              | 21 033 457 | 100 %    |
| Недійсні голоси    | 189 294    | 0,90 %   |
| Явка               | Явка       | 71,63 %  |